# Ograda (gmina)
Ograda – gmina w Rumunii, w okręgu Jałomica. Obejmuje tylko jedną miejscowość Ograda. W 2011 roku liczyła 2803 mieszkańców. 